# Autostadt
Autostadt er en besøgspark i Wolfsburg, Tyskland. Den ligger ved siden af Volkswagens fabrik og udstiller nye og gamle biler og køretøjer samt rummer forskellige aktiviteter. I parken er forskellige pavilloner for nogle af de forskellige bilmærker, der er med i Volkswagen Group: Skoda, SEAT, Audi, Mercedes-Benz, Porsche, Lamborghini og Volkswagen. Her er også en pavillon for veteranbiler. Det er to høje glastårne, som man også kan komme op at se.
52°25′52″N 10°47′31″Ø / 52.4311°N 10.7919°Ø